# IC 4352
IC 4352 — компактная вытянутая галактика типа Sab в созвездии Центавр. Поверхностная яркость — 12,9 mag/arcmin². Этот объект входит в число перечисленных в оригинальной редакции «Нового общего каталога».
В галактике вспыхнула сверхновая SN 2010ac типа Ic, её пиковая видимая звездная величина составила 16,6.